# 李喆雨
李喆雨（韓語：이철우，1955年8月15日—），大韓民國保守派政治人物，現任慶尚北道知事，曾任第18至20屆韓國國會議員及慶尚北道副知事。

## 簡歷
李喆雨於1955年8月在慶尚北道金泉市的農村家庭出生，其後畢業於金泉谷松小學、大邱嶺南中學及金泉高中。之後，他升讀慶北大學數學教育系，選擇成為教師。1978年，他在尚州市的化寧中學首度任教數學，其後轉到龜尾市的龜尾新坪中學及義城郡的丹密中學任教。然則，由於他對當時督學的行政態度不滿，因而經常與督學發生爭執。1984年，他在報紙上看到招聘特別職位7級的公務員，之後參與招聘，並在翌年通過國家安全企劃部考試，在情報機關安企部及國情院工作了20年。
2005年，他接到了時任慶尚北道知事李義根的邀請，提議他出任慶尚北道政務副知事一職。由於李喆雨為國情院出身，從未擔任地方公務員職務，因此起初大部分人都認為是荒唐的人事安排。然則，在他就任副知事後，他獲得正面評價，並在2006年新任知事金寬容上任後，成為唯一留任的副知事。
2008年，他在故鄉金泉市代表大國家黨競選國會議員，在當時保守派分裂成親朴槿惠及李明博兩派的情況下，以53.4%的得票率當選。2012年，他在第19屆國會選舉中以83.45%的支持率成功連任，為全國得票率最高的候選人。2016年，他以64.3%的得票率三度連任國會議員。在擔任國會議員時，他被認為是黨內對國家安全認識最深的議員。他曾擔任國會情報委員長，以及在2016年成功令國會通過他提案的《反恐法》，結束該法案在國會延宕15年皆無法跨越通過門檻的局面。
2018年4月，他獲新世界黨推舉為下任慶尚北道知事候選人，並於翌月辭去國會議員職務。他在2018年地方選舉的保守派慘敗情形中，與鄰近的大邱市長候選人權泳臻成為保守派在17個廣域自治團體首長，僅有當選的兩人。他就任知事後，針對慶尚北道經濟停滯、人口減少及老齡化問題嚴重的情況，將任期口號定位為「慶北再次成為大韓民國的中心」，制定創造就業機會和針對低出生率問題的政策。他計劃建集居住、醫療、教育、文化於一體的「鄰家共同體示範村」，通過制定農村工資制、智能農業等方案創造工作崗位，並改善農業環境吸引年輕農業從業者生育。